# Shahrestān di Bushehr
Lo shahrestān di Bushehr (in farsi شهرستان بوشهر) è uno dei 10 shahrestān della provincia di Bushehr, in Iran. Il capoluogo è Bushehr. Lo shahrestān è suddiviso in 2 circoscrizioni (bakhsh): 
- Centrale (بخش مرکزی)
- Khark (بخش خارگ)